# U.S. Agent
U.S. Agent is een fictieve superschurk uit de strips van Marvel Comics. Hij kwam voor het eerst voor in Captain America #323 (november 1986) en werd bedacht door Mark Gruenwald en Paul Neary. U.S. Agent / John Walker nam de taken van Steve Rogers over nadat hij ontslag nam als Captain America.

## Biografie
Oud-soldaat John Walker sloot een deal met de Power Broker waardoor hij de superheld Super-Patriot kon worden. Toen Steve Rogers ontslag nam als Captain America, verving Walker hem als Captain America. Nadat Rogers weer terug kwam werd Walker de U.S. Agent. Hij vocht samen met The Avengers aan het einde van de Dark Reign. Hij verloor zijn linkerarm en -been in een gevecht waarna hij de terreinbewaker werd van de superschurkengevangenis The Raft. Terwijl hij gevangen zat in een alternatief universum met de Dark Avengers werd hij gebonden aan een Venom symbiont die zijn arm en benen repareerde. Walker had een confrontatie met Sam Wilson toen hij geen controle meer leek te hebben als Captain America. Ook vocht Walker tegen de slechte HYDRA Captain America.

## In andere media

### Marvel Cinematic Universe
Sinds 2021 verschijnt U.S. Agent in het Marvel Cinematic Universe waarin hij wordt vertolkt door Wyatt Russell. In dit universum is John Walker een door de overheid hooggewaardeerde oud-soldaat uit de Amerikaanse krijgsmacht. Walker werd door de overheid benoemd tot de opvolger van Steve Rogers als de nieuwe Captain America. Zijn beste vriend, Lemar Hoskins, wordt benoemd als zijn bondgenoot Battlestar. Samen met Battlestar, Bucky Barnes en Sam Wilson gaat hij achter de terroristische vrijheidsstrijders The Flag Smashers aan geleid door Karli Morgenthau. Tijdens de gevechten komt Walker erachter dat hij niet sterk genoeg is waardoor hij een gevonden supersoldatenserum inneemt, hierdoor wordt hij sterker. Wanneer Karli zijn beste vriend Lemar vermoordt raakt hij buiten zinnen waardoor hij een van de Flag Smashers, Nico, vermoordt. Walker wordt door de overheid ontslagen als Captain America vanwege zijn gepleegde moord. Na zijn wraak op Karli Morgenthau wordt hij gerekruteerd door Valentine Allegra de Fontaine als U.S. Agent. Daarna komt hij bij de Thunderbolts, een groep waar onder andere Bucky Barnes bij zit. 
U.S. Agent komt onder ander voor in de volgende serie:
- The Falcon and the Winter Soldier (2021) (Disney+)
- What If...? (2024) (stem) (Disney+)
- Thunderbolts* (2025)

### Videospellen
- U.S. Agent verschijnt als een speelbaar personage in Marvel Super Heroes vs. Street Fighter.
- U.S. Agent verschijnt in Marvel vs. Capcom: Clash of Super Heroes.
- U.S. Agent's kostuum verschijnt als een alternatief kostuum voor Captain America in Marvel Ultimate Alliance.
- U.S. Agent's kostuum was beschikbaar als een alternatief kostuum voor Captain America in Marvel Heroes.